# 鉾田郵便局
鉾田郵便局（ほこたゆうびんきょく）は、茨城県鉾田市にある郵便局。民営化前の分類では集配普通郵便局であった

## 概要
住所：〒311-1599 茨城県鉾田市鉾田111-5

## 沿革
- 1872年8月4日（明治5年7月1日） - 鉾田郵便取扱所として開設[1]。
- 1875年（明治8年）1月1日 - 鉾田郵便局（五等）となる。
- 1879年（明治12年） - 為替取扱を開始。
- 1880年（明治13年） - 貯金取扱を開始。
- 1897年（明治30年）11月1日 - 鉾田郵便電信局となる。
- 1903年（明治36年）4月1日 - 通信官署官制の施行に伴い鉾田郵便局となる。
- 1951年（昭和26年）9月7日 - 借宿簡易郵便局の一時閉鎖[2]に伴い、取扱事務を承継[3]。
- 1959年（昭和34年）6月29日 - 電話交換事務および電報配達事務の取扱を、鉾田電報電話局に移管。
- 1963年（昭和38年）10月16日 - 特定郵便局から普通郵便局に局種別改定。
- 1999年（平成11年） - 外国通貨の両替および旅行小切手の売買に関する業務取扱を開始。
- 2007年（平成19年）10月1日 - 民営化に伴い、併設された郵便事業鉾田支店に一部業務を移管。
- 2012年（平成24年）10月1日 - 日本郵便株式会社発足に伴い、郵便事業鉾田支店を鉾田郵便局に統合。

## 取扱内容
- 郵便、印紙、ゆうパック、内容証明
- 貯金、為替、振替、振込、国際送金、国債、投資信託
- 生命保険、バイク自賠責保険、自動車保険、がん保険、引受条件緩和型医療保険
- ゆうちょ銀行ATM
- 鉾田市と行方市の集配業務
  - 　行方市の 郵便物は、鉾田郵便局を経由して旧町ごとに玉造(旧玉造町)・北浦(旧北浦町)・麻生(旧麻生町)の各郵便局が集配している。
- ゆうゆう窓口

## 風景印
- 図案は『北浦の釣船』・特産『鯉、蛤』・『鹿島松』
- 使用開始日は1973年（昭和48年）11月1日

## 周辺
- 鉾田市役所
- 鉾田警察署
- 茨城県立鉾田第一高等学校・附属中学校
- 茨城県立鉾田第二高等学校
- 鉾田川

## アクセス
- 鹿島臨海鉄道大洗鹿島線 新鉾田駅から徒歩約18分
- 関東鉄道 警察署前停留所下車
- 駐車場あり：16台